# Monte Bouvier
Monte Bouvier (en francés: Pic Bouvier) es una montaña alta, masiva y prácticamente libre de hielo situada en la isla Adelaida de la Antártida occidental. Tiene 2070 m de altitud (según el Comité de Topónimos Antárticos del Reino Unido 2075 m). Se eleva justo al norte de la cabecera de Stonehouse Bay en la parte oriental de la isla.
Los participantes de la Cuarta Expedición Antártica Francesa del explorador polar Jean-Baptiste Charcot (1903-1905) lo descubrieron y lo cartografiaron de forma aproximada. Charcot le puso el nombre del conocido naturalista francés Eugène Louis Bouvier (1856-1944). Las cartografías más recientes  de la montaña fueron realizadas por la Quinta Expedición Antártica Francesa (1908-1910), que también fue dirigida por Charcot, y por el Estudio sobre las dependencias de las islas Malvinas entre 1948 y 1950.
Más tarde, en 1951, el Comité Consultivo sobre Nomenclatura Antártica tradujo el nombre de Charcot al inglés, al que se unió luego el Comité de Nombres de Lugares Antárticos del Reino Unido el 8 de septiembre de 1953. Ese nombre se tradujo luego al español y se nombró correspondientemente Monte Bouvier.